# Italia ai IV Giochi olimpici invernali
L'Italia partecipò ai IV Giochi olimpici invernali, svoltisi a Garmisch dall'6 al 16 febbraio 1936, senza aggiudicarsi medaglie. L'Italia, però, vinse la sua prima gara di sempre, seppure nella disciplina della pattuglia militare, sport dimostrativo a quella edizione dei giochi.

## Risultati

### Bob
| Slitta | Atleti                       | Evento  | Run 1   | Run 1      | Run 2   | Run 2      | Run 3   | Run 3      | Run 4   | Run 4      | Totale  | Totale     |
| Slitta | Atleti                       | Evento  | Tempo   | Classifica | Tempo   | Classifica | Tempo   | Classifica | Tempo   | Classifica | Tempo   | Classifica |
| ------ | ---------------------------- | ------- | ------- | ---------- | ------- | ---------- | ------- | ---------- | ------- | ---------- | ------- | ---------- |
| ITA-1  | Antonio Brivio Carlo Solveni | Two-man | 1:33.38 | 19         | 1:27.85 | 18         | 1:25.78 | 5          | 1:24.20 | 9          | 5:51.21 | 12         |
| ITA-2  | Edgardo Vaghi Dario Poggi    | Two-man | 1:30.03 | 10         | 1:25.66 | 13         | 1:29.04 | 11         | 1:26.29 | 14         | 5:51.02 | 11         |

| Slitta | Atleti                                                                 | Evento   | Run 1   | Run 1      | Run 2   | Run 2      | Run 3   | Run 3      | Run 4   | Run 4      | Totale  | Totale     |
| Slitta | Atleti                                                                 | Evento   | Tempo   | Classifica | Tempo   | Classifica | Tempo   | Classifica | Tempo   | Classifica | Tempo   | Classifica |
| ------ | ---------------------------------------------------------------------- | -------- | ------- | ---------- | ------- | ---------- | ------- | ---------- | ------- | ---------- | ------- | ---------- |
| ITA-1  | Antonio Brivio Carlo Solveni Emilio Dell'Oro Raffaele Manardi          | Four-man | 1:26.96 | 12         | 1:22.46 | 7          | 1:20.98 | 6          | 1:20.67 | 7          | 5:31.07 | 10         |
| ITA-2  | Francesco De Zanna Ernesto Franceschi Uberto Gillarduzzi Amedeo Angeli | Four-man | 1:23.02 | 5          | DNF     | –          | –       | –          | –       | –          | DNF     | –          |

## Hockey su ghiaccio

### Gruppo B
Le prime due squadre accedono alle semifinali
|             | Pld | W | L | T | GF | GA | Pts |
| ----------- | --- | - | - | - | -- | -- | --- |
| Germania    | 3   | 2 | 1 | 0 | 5  | 1  | 4   |
| Stati Uniti | 3   | 2 | 1 | 0 | 5  | 2  | 4   |
| Italia      | 3   | 1 | 2 | 0 | 2  | 5  | 2   |
| Svizzera    | 3   | 1 | 2 | 0 | 1  | 5  | 2   |

| 7 febbraio | Germania    | 3–0 (1–0, 1–0, 1–0)           | Italia |
| 8 febbraio | Stati Uniti | 1–2 (0–0, 0–0, 1–1, 0–0, 0–1) | Italia |
| 9 febbraio | Svizzera    | 1–0 (0–0, 1–0, 0–0)           | Italia |

|  | Membri Augusto Gerosa Franco Rossi Gianmario Baroni Decio Trovati Camillo Mussi Giovanni Scotti Ignazio Dionisi Mario Zucchini Mario Maiocchi Carlo Zucchini |

## Combinata nordica
Eventi:
- 18 km sci di fondo
- salto con gli sci dal trampolino normale

La parte di sci di fondo di questa gara è stata combinata con la principale gara a medaglie dello sci di fondo. I risultati sono disponibili nella sezione dedicata allo sci di fondo. Alcuni atleti (ma non tutti) hanno partecipato sia allo sci di fondo che alla combinata nordica; il loro tempo sui 18 km è stato utilizzato per entrambe le gare.
La gara di salto con gli sci (trampolino normale) si è svolta separatamente dalla gara principale di salto con gli sci, i cui risultati sono riportati nella tabella sottostante.
| Atleta           | Evento      | Sci di fondo | Sci di fondo | Sci di fondo | Santo con gli sci | Santo con gli sci | Santo con gli sci | Santo con gli sci | Totale | Totale     |
| Atleta           | Evento      | Tempo        | Punti        | Classifica   | Distanza 1        | Distanza 2        | Totale punti      | Classifica        | Punti  | Classifica |
| ---------------- | ----------- | ------------ | ------------ | ------------ | ----------------- | ----------------- | ----------------- | ----------------- | ------ | ---------- |
| Andrea Vuerich   | Individuale | 1'25:01      | 186.7        | 14           | DNS               | –                 | –                 | –                 | DNF    | –          |
| Severino Menardi | Individuale | 1'20:34      | 211.0        | 5            | 37.5              | 40.0              | 157.3             | 40                | 368.3  | 20         |

## Pattinaggio di figura
Coppie
| Atleti                        | Giuria | Punteggio | Classifica |
| ----------------------------- | ------ | --------- | ---------- |
| Anna Cattaneo Ercole Cattaneo | 93     | 9.1       | 9          |

## Salto con gli sci
| Atleta       | Evento      | Salto 1  | Salto 1 | Salto 1    | Salto 2  | Salto 2 | Salto 2    | Totale   | Totale |
| Atleta       | Evento      | Distanza | Punti   | Classifica | Distanza | Punti   | Classifica | Distanza | Punti  |
| ------------ | ----------- | -------- | ------- | ---------- | -------- | ------- | ---------- | -------- | ------ |
| Mario Bonomo | Normal hill | DNS      | –       | –          | –        | –       | –          | DNF      | –      |
| Bruno Da Col | Normal hill | 59.0     | 87.8    | 39         | 61.0     | 91.8    | 36         | 179.6    | 37     |

## Sci alpino
Men
| Atleta             | Evento    | Discesa libera | Discesa libera | Slalom         | Slalom         | Slalom     | Totale       | Totale     |
| Atleta             | Evento    | Tempo          | Classifica     | 1° manche      | 2° manche      | Classifica | Totale punti | Classifica |
| ------------------ | --------- | -------------- | -------------- | -------------- | -------------- | ---------- | ------------ | ---------- |
| Rolando Zanni      | Combinata | DNF            | –              | –              | –              | –          | DNF          | –          |
| Adriano Guarnieri  | Combinata | 5:26.4         | 13             | 1:28.5 (+0:06) | 1:50.1 (+0:06) | 25         | 80.94        | 17         |
| Vittorio Chierroni | Combinata | 5:20.0         | 12             | 1:33.4         | 1:50.8 (+0:12) | 27         | 80.80        | 18         |
| Cinto Sertorelli   | Combinata | 5:05.0         | 9              | 1:19.3         | 1:30.1         | 7          | 90.39        | 7          |

Donne
| Atleta           | Evento    | Discesa libera | Discesa libera | Slalom    | Slalom         | Slalom     | Totale       | Totale     |
| Atleta           | Evento    | Tempo          | Classifica     | 1° manche | 2° manche      | Classifica | Totale punti | Classifica |
| ---------------- | --------- | -------------- | -------------- | --------- | -------------- | ---------- | ------------ | ---------- |
| Iseline Crivelli | Combinata | 7:24.4         | 27             | 2:04.0    | DSQ            | –          | DNF          | –          |
| Nives Dei Rossi  | Combinata | 7:03.2         | 24             | 1:51.8    | 2:04.3 (+0:06) | 22         | 66.06        | 24         |
| Frida Clara      | Combinata | 6:16.8         | 16             | 1:38.1    | 1:35.1         | 9          | 77.17        | 12         |
| Paula Wiesinger  | Combinata | 5:55.2         | 10             | 1:54.4    | 2:07.8 (+0:12) | 24         | 72.19        | 16         |

## Sci di fondo
Uomini
| Evento              | Atleti                                                              | Gara    | Gara       |
| Evento              | Atleti                                                              | Tempo   | Classifica |
| ------------------- | ------------------------------------------------------------------- | ------- | ---------- |
| 18 km               | Raffaele Nasi                                                       | 1'32:12 | 52         |
| 18 km               | Giulio Gerardi                                                      | 1'21:25 | 19         |
| 18 km               | Severino Menardi                                                    | 1'20:34 | 16         |
| 18 km               | Vincenzo Demetz                                                     | 1'20:06 | 13         |
| 50 km               | Giacomo Scalet                                                      | 4'01:54 | 22         |
| 50 km               | Tobia Senoner                                                       | 3'57:16 | 17         |
| 50 km               | Vincenzo Demetz                                                     | 3'56:47 | 16         |
| 50 km               | Giovanni Kasebacher                                                 | 3'53:08 | 13         |
| Staffetta 4 x 10 km | Giulio Gerardi Severino Menardi Vincenzo Demetz Giovanni Kasebacher | 2'50:05 | 4          |